# Octeville-sur-Mer
Octeville-sur-Mer ist eine französische Gemeinde mit 6147 Einwohnern (Stand: 1. Januar 2022) im Département Seine-Maritime in der Region Normandie. Sie gehört zum Arrondissement Le Havre, zum Kanton Octeville-sur-Mer und zum Gemeindeverband Le Havre Seine Métropole. Die Einwohner werden Octevillais und Octevillaises genannt.
Die Gemeinde erhielt 2022 die Auszeichnung „Zwei Blumen“, die vom Conseil national des villes et villages fleuris (CNVVF) im Rahmen des jährlichen Wettbewerbs der blumengeschmückten Städte und Dörfer verliehen wird.

## Geografie
Octeville-sur-Mer liegt in der Naturregion Pays de Caux, etwa sieben Kilometer nördlich von Le Havre an der südlichen Alabasterküste zum Ärmelkanal. Umgeben wird Octeville-sur-Mer von den Nachbargemeinden Cauville-sur-Mer im Norden, Fontenay im Nordosten, Montivilliers im Osten, Fontaine-la-Mallet im Südosten und Le Havre im Süden. 
Ein Teil des Flughafens Le Havre (Aéroport du Havre-Octeville) liegt im Gemeindegebiet.

## Bevölkerungsentwicklung
| Jahr      | 1962 | 1968 | 1975 | 1982 | 1990 | 1999 | 2006 | 2013 | 2020 |
| Einwohner | 2076 | 2057 | 2334 | 3251 | 4005 | 4834 | 5431 | 5797 | 6070 |

## Partnergemeinden
Octeville-sur-Mer pflegt seit 2003 eine Partnerschaft mit der britischen Gemeinde Bourne End in Buckinghamshire (England), seit 2010 mit der italienischen Gemeinde Furci Siculo in der Provinz Messina (Sizilien).

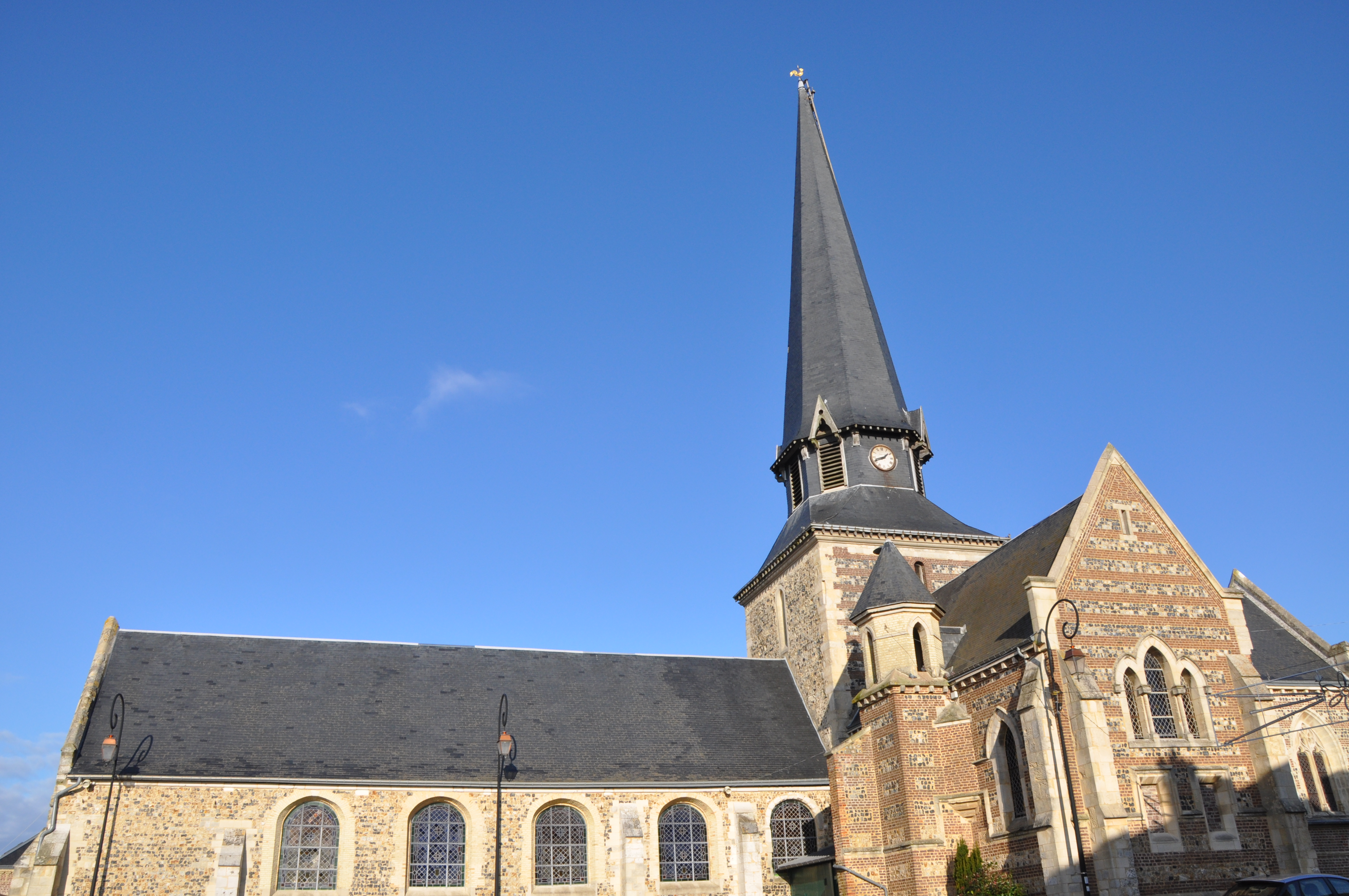
Kirche Saint-Martin

## Sehenswürdigkeiten
- Kirche Saint-Martin
- Kapelle Saint-Clair in Saint-Barthélemy
- Aquakulturen
- Befestigtes Bauwerk nach Standardplan R 634, 1943 oder Anfang 1944 von der Wehrmacht erbaut und Teil des Befestigungssystems des Weilers Dondeneville, der selbst Bestandteil der Festung Le Havre (Atlantikwall) ist. Es wurde gleichzeitig mit dem gesamten Dondeneville-Plateau am 11. September 1944 von den Briten eingenommen. Es ist das einzige aus Stahlbeton und Stahl erbaute Bauwerk der Festung Le Havre, dessen gepanzerte Beobachtungsglocke noch fast vollständig vergraben ist, mit einem Teil seiner Innenausstattung. Das Gebäude verfügt über eine Eingangsschleuse, eine Maschinengewehrkaponniere, einen Lüftungsraum, einen Truppenraum und einen runden Raum, der Zugang zur Glocke bietet. Die Anlage ist seit 1994 als Monument historique eingeschrieben.
- Küstenartillerie-Batterie des Verteidigungssystems Atlantikwall nördlich der Festung Le Havre mit insgesamt mehr als dreißig Festungsanlagen. Auf den Kasematten sind noch Spuren der Tarnung sichtbar. Einige Unterstände wurden mit Malereien und Inschriften deutscher Soldaten verziert. Die Batterie wurde 1944 nur leicht bombardiert und ist größtenteils noch heute erhalten. Die Anlage ist in Teilen seit 1996 als Monument historique eingeschrieben.